# Eulocastra tapina
Eulocastra tapina là một loài bướm đêm trong họ Noctuidae.